# LeGarrette Blount
LeGarrette Montez Blount (Madison, 5 dicembre 1986) è un giocatore di football americano statunitense che gioca nel ruolo di running back per i Detroit Lions della National Football League (NFL). Dopo non essere stato scelto nel Draft NFL 2010 firmò coi Tennessee Titans. Al college ha giocato a football all'Università dell'Oregon.

## Carriera professionistica

### Tennessee Titans
Blount non fu scelto nel Draft 2010 e inizialmente acconsentì per firmare un contratto come free agent coi San Francisco 49ers. Dopo un incontro col capo-allenatore dei Tennessee Titans Jeff Fisher però, Blount decise invece di firmare coi Titans. Blount entrò nei 53 uomini del roster selezionati per disputare la stagione regolare ma successivamente fu svincolato per fare spazio a due veterani, i linebacker Tim Shaw (dai Chicago Bears) e Patrick Bailey (dai Pittsburgh Steelers).

### Tampa Bay Buccaneers

#### Stagione 2010
Il 6 settembre 2010, Blount firmò coi Tampa Bay Buccaneers. Disputò la prima gara da professionista nella sconfitta della settimana 3 per 38-13 contro i Pittsburgh Steelers, guadagnando 27 yard su sei possessi e segnando un touchdown. Il 31 ottobre 2010, Blount giocò la prima partita di alto livello coi Buccaneers. Corse per 120 yard e 2 touchdown su 22 possessi, oltre a guadagnare 9 yard su ricezione nella vittoria 38-35 sugli Arizona Cardinals. Alla fine della sua stagione da rookie, Blount totalizzò 13 presenze e corse 1.007 yard, il massimo per un debuttante in quella stagione. Blount divenne così il secondo rookie non scelto nel draft nella storia della NFL a superare le mille yard corse nella sua prima stagione.

#### Stagione 2011
Blount iniziò la nuova stagione con sole 15 yard guadagnate su 5 possessi contro i Detroit Lions. La settimana successiva si riprese correndo 71 yard su 13 possessi e segnando due touchdowns contro i Minnesota Vikings, incluso quello a 30 secondi dalla fine della partita che consegnò la vittoria ai Bucs. Nella settimana 5 contro i 49ers, si infortunò al ginocchio venendo costretto a saltare le due successive partite. Fece il proprio ritorno in campo nella gara contro i New Orleans Saints. Nella sua seconda stagione da professionista disputò 14 partite, tutte come titolare, totalizzando 781 yard su corsa e 5 touchdown.

#### Stagione 2012
Blount segnò il primo touchdown della stagione nella sconfitta della settimana 4 contro i Washington Redskins. Dopo la settimana di pausa, i Bucs tornarono alla vittoria superando i Kansas City Chiefs con il giocatore che segnò il secondo touchdown consecutivo. Quelle furono le uniche due marcatura stagionali del giocatore che concluse con 13 partite disputate, nessuna delle quali come titolare, e sole 151 yard corse.
All'inizio del mese di marzo 2013, Blount firmò un rinnovo contrattuale coi Bucs del valore di 1,25 milioni di dollari, più 500.000 dollari di eventuali bonus.

### New England Patriots

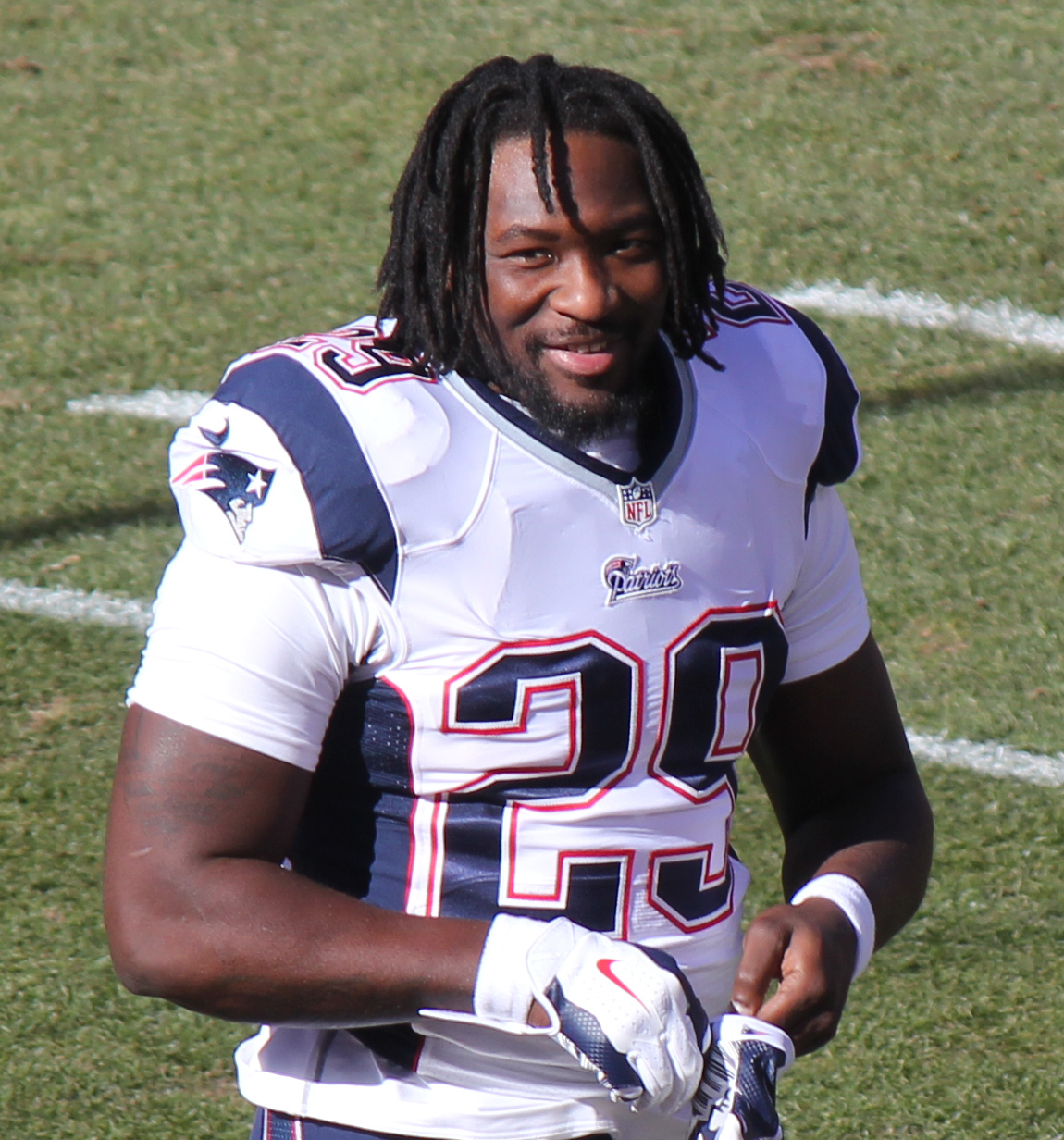
Blount nei playoff 2013

Il 28 aprile 2013, Blount fu scambiato coi New England Patriots. Il primo touchdown con la nuova maglia lo segnò nella vittoria della settimana 4 contro gli Atlanta Falcons e il secondo nella settimana 9 contro gli Steelers. Tornò a segnare nella vittoria della settimana 13 contribuendo alla rimonta contro gli Houston Texans. Con due TD nella settimana 16 contro i Baltimore Ravens arrivò a quota 5 in stagione. Le domenica successiva, nell'ultima gara della stagione, Blount corse un primato in carriera di 189 yard e segnò altri due touchdown nella vittoria sui Buffalo Bills. Per questa prestazione fu premiato come miglior giocatore offensivo della AFC della settimana e per la seconda volta in carriera come running back della settimana.
Nel secondo turno di playoff contro gli Indianapolis Colts, Blount disputò una prova dominante correndo 166 yard e segnando ben 4 touchdown, una record di franchigia nella post-season, nella vittoria della sua squadra. Fu il primo giocatore della storia della NFL a correre più di 150 yard e segnare 4 TD in una gara di playoff.

### Pittsburgh Steelers
Il 28 marzo 2014, Blount firmò coi Pittsburgh Steelers un contratto biennale del valore di 3,85 milioni di dollari. Nella prima partita con la nuova maglia segnò un touchdown nella vittoria all'ultimo secondo contro i Cleveland Browns. Tornò a segnare due settimane dopo nella vittoria su un campo ostico come quello dei Panthers. Il 18 novembre 2014 venne svincolato.

### Ritorno ai Patriots
Due giorni dopo, Blount firmò per fare ritorno ai New England Patriots, andando subito a segno per due volte nella vittoria sui Lions della settimana 12. Il 18 gennaio, nella finale della AFC contro i Colts, trascinò la sua squadra al Super Bowl XLIX, correndo 148 yard e segnando tre touchdown. Due settimane dopo conquistò il suo primo anello nella vittoria per 28-24 sui Seattle Seahawks nel Super Bowl XLIX.
Il 7 aprile 2015 fu annunciato che Blount sarebbe stato sospeso per la prima gara della stagione 2015 per abuso di sostanze vietate dalla lega. Nel terzo turno segnò i suoi primi tre touchdown, nella vittoria casalinga sui Jaguars. La sua stagione regolare si chiuse guidando la squadra in yard corse (703) e TD su corsa (6).
Il 18 dicembre 2016, Blount segnò il suo 15º touchdown su corsa stagionale, superando il record di franchigia stabilito da Curtis Martin nel 1995. La sua stagione regolare si chiuse guidando NFL in touchdown su corsa con 18. Inoltre tornò a superare mille yard corse per la prima volta dalla sua stagione da rookie, correndone un nuovo primato personale di 1.161. Il 5 febbraio 2017, nel corso del Super Bowl LI vinto contro gli Atlanta Falcons ai tempi supplementari (prima volta nella storia del Super Bowl), con il punteggio di 34-28, Blount fu il miglior corridore della squadra con 31 yard, conquistando il suo secondo anello di campione.

### Philadelphia Eagles
Il 17 maggio 2017, Blount firmò un contratto di un anno del valore di 2,8 milioni di dollari con i Philadelphia Eagles. Il primo touchdown con la nuova maglia lo segnò nella vittoria del terzo turno sui New York Giants. Dopo le 18 marcature del 2016 però, concluse la stagione regolare 2017 trovando la end zone solamente due volte. Tornò a segnare il 13 gennaio 2018 nel divisional round dei playoff nella vittoria sugli Atlanta Falcons che portò gli Eagles in finale di conference. Il 4 febbraio 2018 allo U.S. Bank Stadium di Minneapolis partì come titolare nel Super Bowl LII vinto contro i ex Patriots per 41-33, conquistando il suo terzo anello. In quella gara risultò il miglior corridore dell'incontro con 90 yard e segnò un touchdown su corsa.

### Detroit Lions
Il 16 marzo 2018, Blount firmò un contratto annuale del valore di 4,5 milioni di dollari con i Detroit Lions.

## Palmarès

### Franchigia
- Super Bowl : 3

New England Patriots: XLIX, LI
Philadelphia Eagles: LII
- American Football Conference Championship: 2

New England Patriots: 2014, 2016
- National Football Conference Championship: 1

Philadelphia Eagles: 2017

### Individuale
- Giocatore offensivo della AFC del mese: 1

settembre 2016
- Giocatore offensivo della AFC della settimana: 1

17ª del 2013
- Running back della settimana: 2

16ª del 2010, 17ª del 2013
- Rookie offensivo del mese: 1

dicembre 2010
- Leader della NFL in touchdown su corsa: 1

2016
- PFWA All-Rookie Team - 2010